# Deniz Gencler
Deniz Gencler (* 20. Mai 1988 in Offenbach am Main) ist ein deutscher Radio- und Fernsehmoderator.

## Leben
Während der Schulzeit begann Deniz Gencler ein Teilzeitstudium zum Schauspieler an der staatlich anerkannten Academy of Stage Arts in Oberursel. Er stand auch für mehrere Produktionen auf der Bühne. Nach seinem Fachabitur am Gymnasium Oberursel begann er ein Traineeprogramm bei rheinmaintv. Dort arbeitete er in der Nachrichtenredaktion und war ständiger Reporter aus dem Wiesbadener Landtag. Nach der zweijährigen Ausbildung wechselte er zum Radio. Es folgte ein Volontariat bei der Radio/Tele FFH in Bad Vilbel, wo er zur crew beim Jugendprogramm Planet Radio gehört. Er moderiert den "vormittag mit deniz" täglich von 09:50 bis 13:50 Uhr und steht bei verschiedenen Events auf der Bühne. Er moderierte für planet radio schon auf dem Hessentag und bei der "RTL Lady-Fußballtour" in Frankfurt zur Frauenfußball-Weltmeisterschaft 2011.
Das Team von planet radio wurde 2011 mit dem Deutschen Radiopreis in der Kategorie "beste Höreraktion" ausgezeichnet.
Von Mai 2011 – Mai 2012 moderierte Deniz Gencler bizzybiz.tv, eine Wirtschaftssendung für Jugendliche, produziert von NemecTV in Wiesbaden.